# José Airton Guedes
Monsenhor José Airton de Azevedo Guedes (2 de agosto de 1906 — 19 de novembro de 2008) foi presbítero e professor católico brasileiro. Foi pároco da Paróquia Nossa Senhora da Piedade da Arquidiocese de Olinda e Recife de 1957 até sua morte, aos 102 anos de idade. Era então o padre em exercício mais antigo do mundo.

## Biografia
José Airton nasceu em Bezerros, município sito no vale do Ipojuca, no Agreste Pernambucano, filho único de Felismino Pereira Guedes, então promotor público e futuro desembargador do Tribunal de Justiça do Estado de Pernambuco, e de sua primeira esposa, Inês de Azevedo Guedes. Felismino casou-se uma segunda vez com Porcina Guilherme de Azevedo Guedes, com quem teve mais onze filhos, entre os quais, destaca-se Antônio Geraldo de Azevedo Guedes, advogado e ex-deputado federal.
Aos dezoito anos, José Airton foi enviado para o Colégio Pio Latino-Americano, em Roma, a fim de se preparar para o sacerdócio. Também obteve doutorado em Direito Canônico pela Pontifícia Universidade Gregoriana e recebeu o presbiterado do cardeal Basilio Pompilj, vigário-geral de Roma, em 28 de outubro de 1928. Cantou sua primeira missa solene nas Catacumbas de São Calisto.
De volta ao Brasil, tornou-se professor do Seminário de Olinda, onde lecionou, inicialmente, latim e grego, e, depois, de teologia dogmática.
Em 28 de agosto de 1934, fundou a Escola Dom Bosco no bairro Peixinhos, à época, uma comunidade humilde entre Olinda e Recife, a qual dirigiu por muitos anos.
No início da década de 1940, foi nomeado cônego do Cabido Metropolitano.
Foi mestre de cerimônias da sagração episcopal de Dom João Costa, realizada em 7 de novembro de 1943, na catedral da Arquidiocese. Também seria cerimoniário das sagrações de Dom João Mota, primeiro bispo de Afogados da Ingazeira; e de Dom José Lamartine Soares, bispo-auxiliar de Olinda e Recife
Seu trabalho pastoral na Paróquia Nossa Senhora da Piedade começou em 1947, ao se tornar vigário substituto do então pároco Monsenhor João Olímpio dos Santos. Com a renúncia do mesmo, em 1952, tornou-se vigário capitular da mesma. Ao mesmo tempo, assumiu a vigararia da Ação Católica Pernambucana.
Em 1958, por decreto do Papa Pio XII, Guedes foi nomeado vigário colado, isto é, inamovível, da Paróquia da Piedade. Sua posse ocorreu em 20 de abril daquele ano, oficiada pelo arcebispo Dom Antônio de Almeida Morais Júnior.
Em 1970, comemorou seu jubileu sacerdotal de ouro em Roma. Em 1981, ao completar 75 anos de idade, seguindo os preceitos do Direito Canônico, apresentou seu pedido de renúncia ao arcebispo Dom Hélder Câmara. Este, no entanto, negou e, alegando sua boa condição de saúde, pediu que Monsenhor Guedes continuasse no desempenho de suas funções, permissão esta mantida por Dom Frei José Cardoso Sobrinho, o qual sucedeu a Dom Hélder em 1985. O novo arcebispo adotou Monsenhor Guedes como seu confessor.
A velhice trouxe-lhe desafios. Sofreu três acidentes vasculares cerebrais que limitaram seus movimentos e sua fala. Ainda assim, atrelado a uma cadeira de rodas, continuou celebrando missas diariamente. A partir de 2000, no entanto, passou a contar com a cooperação do padre Francisco Caetano Pereira.
Em 2002, ao completar 96 anos de idade, Monsenhor Guedes já era o padre em atividade mais antigo do mundo. Seu centenário foi amplamente comemorado na Arquidiocese de Olinda e Recife.
Monsenhor Guedes faleceu aos 102 anos, na manhã de 19 de outubro de 2008, vítima de infecção generalizada. Havia um mês que ele estava internado num hospital particular na Ilha do Leite, em Recife. O velório ocorreu durante toda a tarde e início da noite do mesmo dia, na Igreja Matriz de Nossa Senhora da Piedade. No dia seguinte, a missa de exéquias foi celebrada pelo arcebispo Dom José Cardoso e então o corpo foi sepultado no Cemitério de Santo Amaro, Recife.